# Јивескиле
Јивескиле (фин. Jyväskylä) је значајан град у Финској, у средишњем делу државе. Јивескиле је управно седиште округа Средишња Финска, где град са окружењем чини истоимену општину Јивескиле
Јивескиле називају и „Финском Атином“, пошто је град био главно средиште „финског народног препорода“ у 19. веку и прво место где се високо образовање изводило на финском језику.

## Географија
Град Јивескиле се налази у средишњем делу Финске. Од главног града државе, Хелсинкија, град је удаљен 270 км северно.
Рељеф: Јивескиле се сместио у унутрашњости Скандинавије, у историјској области Средишња Финска. Подручје града је равничарско до брежуљкасто, а надморска висина се креће око 110 м.
Клима у Јивескилеу је оштра континентална на прелазу ка субполарној клими. Стога су зиме оштре и дуге, а лета свежа.
Воде: Јивескиле се развио на северној обали језера Пејене, највећег у Финској.

## Историја
Подручје Јивескилеа било је насељено још у време праисторије. Прво насеље на овом месту спомиње се 1537. године. У почетку је ово било невелико насеље, окупљено око замка великашке породице Матила.
Развој данашњег града започет је указом Цара Николе Руског 1837. године који је Јивескиле прогласио градом. Следећих деценија град бележи брз развој, посебно заснован на развоју установа на финском језику, па је град назван и „Финском Атином“.
Последњих пар деценија Јивескиле се брзо развио у савремено градско насеље.

## Становништво
Према процени из 2012. године на градском подручју Јивескилеа је живело 117.974 становника, док је број становника општине био 133.420.
| 1980. | 1990.  | 2000.  | 2012.   |
| ----- | ------ | ------ | ------- |
| -     | 84.165 | 98.510 | 117.974 |

Етнички и језички састав: Јивескиле је одувек био претежно насељен Финцима. Последњих деценија, са јачањем усељавања у Финску, становништво града је постало шароликије. По последњим подацима преовлађују Финци (96,7%), присутни су и у веома малом броју Швеђани (0,2%), док су остало усељеници. Од новијих усељеника посебно су бројни Руси.

## Галерија
- Главна пешачка улица у Јивескилеу
- Здање општине Јивескиле
- Главна градска протестантска црква
- Подручна болница